# قراصيات
القراصيات (باللاتينية: Urticales) هي رتبة نباتية غير مستعملة أو لم تعد موجودة تتبع صنف حاماميليدة من طائفة ثنائيات الفلقة. قبل علم الوراثة العرقي الجزيئي كانت جزءا هاما من التصنيف النباتي، تم الاعتراف بالقراصيات في كثير من نظم تصنيف النبات، مع بعض الاختلافات في التقييد. ومن بين هذه نظام Cronquist (1981)، الذي وضع القراصيات في فئة فرعية Hamamelidae، وتشمل:
- فصيلة Barbeyaceae
- فصيلة Cannabaceae
- فصيلة Cecropiaceae
- فصيلة moraceae
- فصيلة Ulmaceae
- فصيلة Urticaceae

في نظام APG III (2009)، تم إضافة رتبة القراصيات إلى رتبة الورديات مع أربع فصائل أخرى.